# Němčice (district de Mladá Boleslav)
Pour les articles homonymes, voir Němčice.
Němčice (en allemand : Niemtschitz) est une commune du district de Mladá Boleslav, dans la région de Bohême-Centrale, en République tchèque. Sa population s'élevait à 188 habitants en 2020.

## Géographie
Němčice se trouve à 8 km au sud de Mladá Boleslav et à 47 km au nord-est de Prague.
La commune est limitée par Dobrovice à l'ouest et au nord, par Vinařice au nord-est, par Dobrovice à l'est, par Luštěnice au sud.

## Histoire
La première mention écrite du village date du XIVe siècle.